# Blechnum articulatum
Blechnum articulatum là một loài thực vật có mạch trong họ Blechnaceae. Loài này được (F. Muell.) S.B. Andrews mô tả khoa học đầu tiên năm 1977.